# Saussurea porcii
Saussurea porcii là một loài thực vật có hoa trong họ Cúc. Loài này được Degen miêu tả khoa học đầu tiên năm 1904.